# أحمد الهندي (رياضي)
أحمد الهندي (مواليد 29 نوفمبر 1995 هو رياضي أردني من ذوي الاحتياجات الخاصة. حصل على الميدالية الذهبية في سباق رمي الجلة للرجال فئة F34 في الألعاب البارالمبية الصيفية 2020 التي أقيمت في طوكيو، اليابان. كما فاز بالميدالية الذهبية في سباق رمي الجلة للرجال فئة F34 في بطولة العالم لألعاب القوى البارالمبية 2019 التي أقيمت في دبي، الإمارات العربية المتحدة.